# 字消板

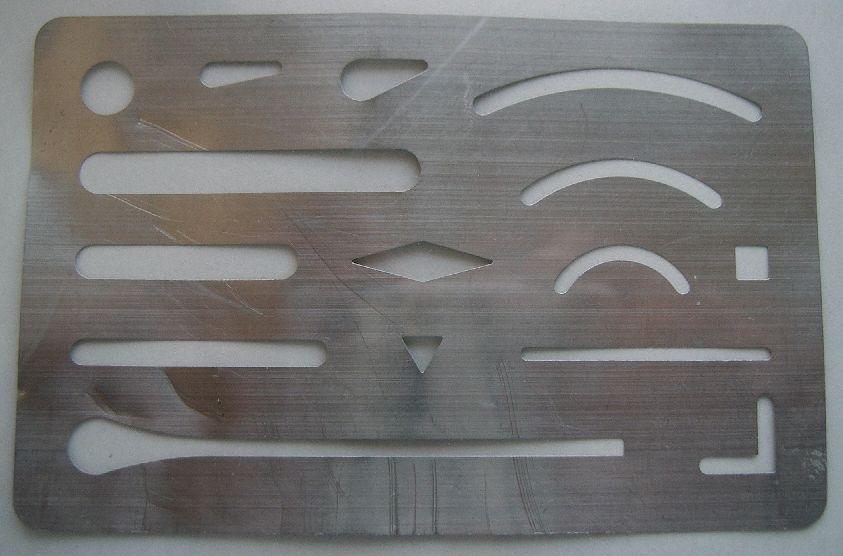
字消板

字消板（じけしばん、字消し板）とは、製図などで図面上の狭い範囲を消しゴムで消す際に補助的に用いられる、複数の穴の空いた薄い板。消し板（けしいた）ともいう。

## 使用法
製図の際に消したい線や文字のみを消して、必要な部分まで消してしまわないように当てておくためのプレートである。
消したい部分の上に穴を置き、上から消しゴムで擦ることで、消したくない部分まで誤って消してしまうことを防ぐ。穴の形は曲線や直線など様々で、消す範囲の大きさや形状に合わせて使い分ける。
ステンレス製のものが大半で、プラスチック製のものもある。
メッシュ加工したステンレス板を用い、視認性を改善した製品もある。